# 小田原ドラゴン
小田原ドラゴン（おだわらドラゴン、1970年9月23日 - ）は、日本の漫画家。兵庫県明石市出身。代表作は『チェリーナイツ』、『ワイルドチェリーナイツ』。

## 略歴
- 1996年、『ヤングマガジン増刊赤BUTA』（講談社）にて[3]、「僕はスノーボードに行きたいのか?」でデビュー。
- ペン入れ2作目が「ヤンマガ月間新人漫画賞」奨励賞、ペンを握って300日で『週刊ヤングマガジン』本誌連載獲得となった[4]。
- 『おやすみなさい。』を連載時に主人公が格安のメルセデス・ベンツを買う話を描き、自らも30万円以下のベンツを買いたいと目次の一言コメント欄に書いた所、ある雑誌ライターから30万円後半の赤いメルセデス・ベンツ 190Eを紹介してもらい、自身も格安ベンツオーナーになった事を機に、『おやすみなさい。』の掲載ページの下に「ベンツ日記」が2行程書かれた時期があった。「おやすみなさい。」の単行本第7巻にも8話分掲載されている。
- 巨乳好きを公言している。自身の巨乳好きが、『おやすみなさい。』の主人公にも活かされた。
- 自身が童貞喪失したのは22歳の時と『おやすみなさい。』の単行本第7巻の付録である「高橋嬢二新聞」内にて、「童貞文化の検証と悔恨」のタイトルで語っている。
- 2001年、『コギャル寿司』で文藝春秋漫画賞受賞。なお、『コギャル寿司』が同賞最後の作品となった[5]。
- 2010年10月10日よりBSフジにて『チェリーナイツ』が連続ドラマとして放映された[6]。

## 作風
童貞を題材にした作品で知られている。

## 作品リスト

### 連載
- おやすみなさい。（『週刊ヤングマガジン』1998年13号 - 2002年46号、講談社、全8巻）
- コギャル寿司（『ヤングマガジンアッパーズ』、講談社、全1巻）
- 妄想トラッカー8823（『イブニング』2001年9月号 - 2003年13号[8]、講談社、全1巻）
- チェリーナイツ（『週刊ヤングマガジン』2005年1号 - 2011年36・37合併号[9]、講談社、全10巻）
  - ワイルドチェリーナイツ（『週刊ヤングマガジン』2011年39号[10] - 2012年38号、講談社、全2巻）
  - チェリーナイツR（『週刊ヤングマガジン』2012年41号[11] - 2014年9号[12]、講談社） - 単行本は未刊行。
- ホスト一番星（『ビジネスジャンプ』、集英社、全2巻）
- レッツ笹原（フォックス出版、全1巻）
- 小田原ドラゴンくえすと!（『週刊ヤングサンデー』、小学館、全2巻）
- 桜田ファミリア（『ビジネスジャンプ』、集英社、全1巻）
- ペパーミント（『近代麻雀』、竹書房）
- モレンジャーV（『コミック アース・スター』2013年7月号[13] - 2014年12月号[14]、アース・スター エンターテイメント、全1巻）
- ロボニートみつお（『週刊ヤングマガジン』2015年51号[15] - 2017年9号[16]、講談社、全3巻）
- デマンド先輩（『月刊ソフト・オン・デマンドDVD』、ソフト・オン・デマンド） - 単行本は未刊行。
- ぼくと三本足のちょんぴー（『やわらかスピリッツ』2018年10月15日[17] - 2020年2月3日、小学館、全3巻）
- 今夜は車内でおやすみなさい。（『ヤンマガWeb』2020年7月[18] - 2023年8月[19]、講談社、全11巻）
- 堀田エボリューション（『週プレNEWS』2024年9月14日 - 連載中）

### 読み切り
- 僕はスノーボードに行きたいのか?（『ヤングマガジン増刊赤BUTA』13号）
- おやすみ、幸せな夢が見られるように。（『ヤングマガジン増刊赤BUTA』14号・15号→『週刊ヤングマガジン』1997年50号）
- SGY48物語（『ビッグコミックスピリッツ』2011年45号[20]）
- タイトル不明[注釈 1]（『ヤングマガジン増刊GAG増刊 神回』2013年[21]）
- はじめての担当〈ヒト〉（『週刊ヤングマガジン』2015年7号[22]）
- 復活チェリーナイツ（『週刊ヤングマガジン』2020年38号[23]）
- 地中海の風（『トリビュートブック 100％孤独のグルメ！ 〜それにしても腹が減った…〜』2024年[24]） - 『孤独のグルメ』のトリビュート寄稿作品[24]。

### 挿絵
他に『週刊朝日』の室井佑月のコラム「しがみつく女」、『SPA!』の「マネー得捜本部」、
『週刊ポスト』の「OLたちのギリギリ座談会」(連載終了)の挿絵担当。

## 寄稿
- 別冊宝島 AKB48推し!（2011年4月1日発売[25]） - 奥真奈美を紹介[25]。
- 素晴しき男性（「日映シネマガ」[26]） - 漫画家が映画本編を見ずにその作品ポスターを描く「妄想ポスター」企画連載、19回目[26]。
- アカギトリビュートイラスト FESTIVAL（『アカギ 〜闇に降り立った天才〜』公式サイト、2018年6月13日[27]） - イラスト[27]

## 活動
- 最近では[いつ?]、ライブハウス等でトークや紙芝居等の活動を行っている。「小田原ドラゴンのドキドキラジオ」という、自身や仲間たちでトークを録音したのをwebページで公開している。「小田原ドラゴンのドキドキラジオ」の公開トークショーである「小田原ドラゴンのドキドキ生ラジオ」を2010年1月6日[28]、2010年12月24日に開催した[29]。
- twitter上でアートの産道と多くのやり取り[30]が見られる。
- 2009年4月11日、イベント「ワイルドチェリーナイツ 〜徹底討論！ 朝まで生童貞！〜（PM10時には終わります）」に出演した[31]。
- 2009年8月29日、トークイベント「小田原ドラゴンVS古泉智浩 ワイルドチェリーナイツ名古屋編 〜徹底討論！朝まで生童貞！〜 *PM10時までに終わります。」に出演した[32]。
- 2009年10月11日、ライブイベント「漫画家バンド大戦'09」のライブの合間に行われる紙芝居に特別ゲストとして出演した[33]。
- 2010年3月22日、紙芝居をテーマに競うイベント「紙-1グランプリ 2010」に参加した[34]。
- 2010年7月22日17時から、ヤングマガジン30周年特集として、Ustreamによる『チェリーナイツ』の作画中継が行われた[35]。
- 2011年7月17日、新宿ロフトプラスワンで行われたイベント「こわれ者の祭典」にゲスト出演した[36]。
- 2012年7月15日、科学技術館で開催された、漫画家にその場で似顔絵を描いてもらえるTシャツ直売イベントに参加[37]。2014年5月3日にも同イベントに参加した[38]。
- 2013年1月14日、難波Meleにて「童貞たちの成人式」というイベントを開催した[7]。
- 2013年3月24日、阿佐ヶ谷ロフトAにて開催されたイベント「漫画家同士のガチバトル！無限2コマ地獄！」に参加した[39]。
- 2013年8月26日、天堂きりんの行ったイベント「天堂きりんとゆかいな仲間たち〜夏忘れ☆盆々ライブペイント〜」にゲスト出演した[40]。
- 2021年3月28日、高津マコトとともにYouTubeでトークイベントの生配信を行った[41]。